# Saybrook
Saybrook é uma vila localizada no estado americano de Illinois, no Condado de McLean.

## Demografia
Segundo o censo americano de 2000, a sua população era de 764 habitantes.
Em 2006, foi estimada uma população de 739, um decréscimo de 25 (-3.3%).

## Geografia
De acordo com o United States Census Bureau tem uma área de
2,2 km², dos quais 2,1 km² cobertos por terra e 0,1 km² cobertos por água.

## Localidades na vizinhança
O diagrama seguinte representa as localidades num raio de 16 km ao redor de Saybrook.